# Paul Drake
Paul Drake é um personagem de romances policiais criado por Erle Stanley Gardner em 1933 chefe da Agência de Detetives Drake que frequentemente auxilia Perry Mason a solucionar seus casos e defender seus clientes. Calmo, porém incisivo e competente, Drake, aprendeu com o tempo a subestimar os métodos de Perry Mason.
Drake tem quase dois metros de altura, e às vezes tende a duvidar de Perry Mason, o advogado porém está sempre certo. Drake já foi interpretado por William Hopper na série Perry Mason, Matt Crowley e Charles Webster na série Edge of Night e por Albert Stratton em The New Adventures of Perry Mason.